# Periples
Periples, en ocasiones erróneamente denominado Periplus, es un género de foraminífero bentónico de estatus incierto, aunque considerado un subgénero de Astacolus, es decir, Astacolus (Periples), de la subfamilia Marginulininae, de la familia Vaginulinidae, de la superfamilia Nodosarioidea, del suborden Lagenina y del orden Lagenida. Su especie tipo era Periples elongatus. Su rango cronoestratigráfico abarcaba el Holoceno.

## Discusión
Algunas clasificaciones incluirían Periples en la Familia Marginulinidae.

## Clasificación
Periples incluía a la siguiente especie:
- Periples elongatus